# Juellinge (Stevns)
 For alternative betydninger, se Juellinge. (Se også artikler, som begynder med Juellinge)
Juellinge (tidligere Valdbygaard) er en hovedgård 2 km øst for Karise på den sjællandske halvø Stevns. Den er kendt tilbage fra 1387, hvor blev skiftet efter Jakob Olufsen Lunge.
I 1671 overtog baron og gehejmeråd Jens Juel gården, som han året efter fik ophøjet til baroni ved navn Juellinge; I 1721 blev baroniet mageskiftet til Halsted Kloster i Halsted Sogn Lollands Nørre Herred . Juellinge på Stevns er senere kommet under grevskabet Bregentved, og i dag hører den under Holmegaard Gods og er på 354 hektar
Gården har tidligere været omgivet af voldgrave. Den fredede hovedbygning fra 1675 er et enlænget barokhus med mansardtag, beklædt med granitkvadre.
Gården hører til Hellested Sogn, Stevns Kommune.
- Cirka 1840
- Maleri: Frederik Rohde, Høstscene ved herregården Juellinge (1873)